# Angleška grofija
Angleške grofije so območja, ki se uporabljajo za namene upravne, geografske, kulturne in politične razmejitve v Angliji.
Za upravne namene je Anglija zunaj Velikega Londona in Isles of Scilly razdeljena na 83 mestnih in zunaj mestnih grofij. Te grofije so lahko sestavljene iz enega ali več okrožij. Od aprila 2009 je 27 grofij razdeljeno na okrožja in imajo grofijske svete. Šest izmed grofij, ki zajemajo glavna gosto naseljena območja, so znane kot mestne grofije, ki nimajo svetov, čeprav so nekatere funkcije organizirane na nivoju okrožij (mestnih okrožij), ki delujejo povezano.
Anglija (vključno z Velikim Londonom in Isles of Scilly) je razdeljena na 48 tradicionalnih (ceremonialnih) grofij, ki so znane kot geografske grofije. Večina ceremonial grofij ustreza mestnim ali ne-mestnim grofijam z istim imenom, vendar z zmanjšanimi mejami.
Sedanja ureditev je posledica postopne reforme. Veliko grofij ima svoje korenine v srednjem veku, čeprav sta večji grofiji Yorkshire in Sussex izgubili več ali vse svoje upravne naloge pred stoletji. Geografske grofije, ki so obstajale pred reformami lokalne uprave iz leta 1965 in 1974 se imenujejo stare ali zgodovinske grofije. Od 1889 do 1974 so bila območja grofij s sveti znana kot administrativne grofije, kjer so bila izključena večja mesta, in mesta znana kot grofijska okrožja county boroughs z vključenimi deli nekaterih geografskih grofij.  Od leta 1974 do 1996 mestne in ne-mestne grofije, od katerih so bile nekatere ustanovljene šele leta 1974, neposredno sovpadale s ceremonialnimi grofijami.
Grofije, običajno zgodovinske grofije ali sedanje ceremonialne grofije, se uporabljajo kot geografska osnova za številne institucije, kot so policija in gasilci, športni klubi in druge nevladne organizacije.
Za usmerjanje in dostavo pošte je bila do leta 1996 Anglija razdeljena v 48 poštnih grofij; te je Royal Mail razpustila v korist poštnih številk.

## Etimologija
Grofija (County) je beseda nastala okoli leta 1300 iz anglo-francoske counte, ki je nastala iz pozne latinske comitatus (področje jurisdikcije grofa oziroma counta, kot ga imenujejo Angleži). County je zamenjala staroangleško besedo istega pomena – shire. 

## Zgodovina

### Izvor
V Združenem kraljestvu je bila county (grofija), oziroma shire skozi celo zgodovino glavna enota države za političke, administrativne, sdne in kulturne namene. Vsaka od konstitutivnih držav – Anglija, Škotska, Severna Irska in Wales so razdeljene v več zgodovinskih grofij.
Pred Normansko osvojitvijo Anglije leta 1066, je bila glavna administrativna enota v Angliji - shire, ki je nastal v zgodnjem srednjem veku in vladavino anglosaksonskih kraljev. Vsakemu shireu je vladal ealdorman, po 11. st. Pa so njihovo vlogo prevzeli šerifi (shire-reeve), ki jih je imenoval kralj. Do 14. st.so se po grofijah razvila sodišča, ki jih je sastavljalo nekaj mirovnih sodnikov ali magistratov, ki so pomagali šerifom pri upravljanju grofovij. V naslednjih stoletjih so ti od kralja imenovani sodniki postali glavni administratorji grofij. Vsaka grofija je postala tudi volilna enota (na osnovu fevdalnega prava) v kateri so se izbirali vitezi in zastopniki za parlament.
Zgodnje delitve tvorijo večino sedanjih grofij, čeprav s prirejenimi mejami.  Nekatere večje grofije so bile razdeljene že na začetku za številne namene, vključno Yorkshire (v Ridings), Lincolnshire (v Parts) in Sussex (na Vzhod in Zahod). Leta 1832 je Zakon o veliki reformi razdelil večje grofije za parlamentarne namene. Spremembe v upravi, ki jih predvidel Poor Law leta 1832 in kasneje izvajanje zdravstvene oskrbe je povzročil uporabo tradicionalnih enot za civilno upravo. Registracijske grofije so obstajale zaradi sinteze od leta 1851 in so bili uporabljene za popis poročanja od leta 1851 do 1911. Njihove meje so se razlikovale od obstoječih grofij, kje so nastala iz kombiniranih območij manjših registracijskih grofij, ki so se križale z zgodovinskimi mejami grofij.
Do konca devetnajstega stoletja se je povečal pritisk na reformiranje strukture angleških grofij. Komisija za meje je bila imenovana leta 1887, da pregleda vse angleške in valižanske grofije in lokalno samoupravo uvede v parlament v naslednjem letu. Rezultat je bil Zakon o lokalni samoupravi leta 1888, ki je razdelil grofije v upravne grofije, ki so jih vodili grofijski sveti in neodvisna območja, znana kot grofijski okraji (county boroughs). 
Grofijski sveti so prevzeli mnogo funkcij sodišč, kakor so tudi dobili večja pooblastila čez leto. Grofija London je bila ustvarjena iz delov Kenta, Middlesexa in Surreya.  Vsak grofijski okraj je bil tehnično in upravno eno okrožje, medtem ko so bile številne grofije razdeljene na več kot eno upravno grofijo; to so bile Cambridgeshire, Hampshire, Lincolnshire, Northamptonshire, Suffolk, Sussex in Yorkshire.
Precejšnje spremembe v preteklih letih so nastale pri mejah med grofijami, z območji, ki se izmenjujejo in primestna območja, ki se dodajajo eni grofiji, in podobno. Glavne spremembe so nastale leta 1931, ko so bile meje med Gloucestershire, Warwickshire, in Worcestershire prilagojene z Zakonom, ki je izročil 26 župnij med tri grofije, predvsem zaradi odprave eksklave.

### Predlogi in reforme
Lokalna vladna mejna komisija, ki je bila ustanovljena leta 1945 z močjo združevanja, je ustvarila ali razdelila vse obstoječe upravne grofije in grofijske okraje. Če bi bila priporočila Komisije izvedena bi bil zemljevid Anglije popolnoma drugačen. Postopek spremeb je bil opuščen po splošnih volitvah leta 1950. Kraljeva komisija za lokalno samoupravo v Velikem Londonu, ki je bila ustanovljena leta 1957 in Komisija lokalne vlade za Anglijo iz leta 1958, sta priporočili nove strukture lokalne samouprave.
Glavni rezultati dela komisij so prišel leta 1965: prvotna grofija London je bila odpravljena in nadomeščena z upravnim območjem Veliki London, tudi večina preostalega dela Middlesexa in območij prej dela Surreya, Kenta, Essexa in Hertfordshira; Huntingdonshire se je združil s Soke of Peterborough, da je nastal Huntingdon in Peterborough in originalni Cambridgeshire je združil z Isle of Ely, da je nastal Cambridgeshire in Isle of Ely. Kraljeva komisija za lokalno samoupravo Anglije, ki je ustanovljena leta 1966 in poročala leta 1969 je na splošno priporočala popolno preoblikovanje območjih lokalnih oblasti v Angliji in opustitev obstoječih grofij. Zaradi sprememb v vladi poročilo ni bilo prenešeno v zakonodajo.
1. aprila 1974 je stopil v veljavo Zakon o lokalni samoupravi 1972. Ta odpravlja obstoječo strukturo lokalne samouprave upravnih okrožij in grofijskih okrajev v Angliji in Walesu izven Velikega Londona, ter nadomestil s povsem novim "dvotirnim" sistemom. Ustvarjenih je bilo 45 novih grofij, od tega šest mestnih in 39 ne-mestnih. Zgodovinske grofije so bile ohranjene povsod, kjer je bilo to izvedljivo.
Vendar pa so bile nekatere grofije določene z zakonom povsem nove: kot Avon, Clevelandu, Cumbria, Hereford in Worcester, in Humberside, vzdolž novih mestnih grofij Veliki Manchester, Merseyside, South Yorkshire, Tyne and Wear, West Midlands in West Yorkshire; temeljijo na glavnih mestnih naseljih. Grofije Cumberland, Herefordshire, Rutland, Westmorland, Huntingtonova Peterborough in Worcestershire so bile ukinjene. Odprava grofijskih okrajev je povzročila razlikovanje med grofijami za predstavnike monarhije in okrožne svete, ki so postali nepotrebni. 216 člen Zakona je določil nove grofije za ceremonialne in sodne namene, ki so nadomestile prejšnje ne-upravne grofije.
Kraljeva pošta (Royal Mail) ni mogla slediti spremembam grofijskih meja leta 1965 in 1974 zaradi omejitev stroškov in ker so imele nove grofije preveč podobna imena, ustvarjene so bile številne nepravilnosti, kjer so vasi postale del mesta, druge grofije, itd. Uporabo sinteze poštnih grofij je Royal Mail opustila leta 1996.

### Nadaljnje spremebe
Mestne (metropolitanske) grofije so ukinile svete leta 1986, nadaljnja reforma leta 1990 je omogočila nastanek ne-mestnih grofij enega okrožja. Te so znan kot unitarna enota in učinkovito ponovno vzpostavila grofijske okraje. Reforma je geografske grofije določila posebej in jih imenovala ceremonialne grofije.

## Obseg in struktura

### Lokalna uprava
Cumbria, Hertfordshire, Norfolk, Northamptonshire, Oxfordshire, Suffolk, Surrey, Warwickshire, West Sussex in Worcestershire so ne-mestne grofije z več okrožji z grofijskim svetom. V teh grofijah imajo grofijski sveti in okrožni sveti bolj omejeno vlogo. Njihove površine točno ustrezajo ceremonialnim grofijam.
Obstaja šest mestnih grofij, ki temeljijo na glavnih angleških mestnih naseljih in tudi točno ustrezajo ceremonialnim grofijam, imajo več okrožij, vendar nimajo grofijskih svetov. To so Veliki Manchester, Merseyside, South Yorkshire, Tyne and Wear, West Midlands in West Yorkshire.
V teh grofijah okrožni sveti poskrbijo za večino storitev. Podobno, Berkshire, ki je ne-mestna grofija brez grofijskega sveta in z več okrožji in obsega ceremonialno grofijo. Bristol, Herefordshire, otok Wight, Northumberland in Rutland so ceremonialne grofije, v kateri so ne-mestne grofije z enim okrožjem in so znane kot unitarna oblast (unitary authorities).
Buckinghamshire, Cambridgeshire, Derbyshire, Devon, Dorset, East Sussex, Essex, Gloucestershire, Hampshire, Kent, Lancashire, Leicestershire, Lincolnshire, North Yorkshire, Nottinghamshire, Somerset in Staffordshire so ne-mestne grofije z več okrožji in grofijskim svetom, kjer se je eno ali več okrožij odcepilo, da je nastala unitarna enota. Učinek je, da so ceremonialne grofije večji kot ne-mestne grofije z istim imenom in svet je odgovoren za zagotavljanje storitev le v delu grofije. V Cornwallu, Durham, East Riding of Yorkshire, Shropshire in Wiltshire je večji del območja enoten organ, kjer je ime ceremonialne grofije in ostali deli del ene ali več drugih unitarnih enot.
V celoti, obstaja 39 unitarnih oblasti, ki si ne delijo imena ceremonialnih grofij. Bedfordshire in Cheshire sta grofiji, sestavljeni iz številnih unitarnih enot, od katerih nobena nima isto ime kot ceremonialna grofija. Center Londona in Veliki London odstopata kot ceremonialni grofiji tako, da ne ustrezata nobeni od mestnih ali ne-mestnih grofij.

### Institucije
Mestne (metropolitanske) grofije imajo pomembno vlogo pri upravljanju javnega potniškega prometa ter pomembno vlogo v okviru lokalnih oblasti ne-mestnih grofij in mesta London v Velikem Londonu. Velike ceremonialne grofijo pogosto ustrezajo eni policiji.
Nekatere grofije so združene za nekatere namene: Northumberland s Tyne and Wear da tvorijo območje Northumbrie Police. Na drugih področjih je skupine unitarnih enot v več grofijah združijo v policijske sile področja: kot je primer Cleveland Police in Humberside Police.
Veliki London in center Londona imata vsak svoje policijske sile, Metropolitan Police Service in City of London Police. Gasilci in prva pomoč delujejo na podobni osnovi in organizirajo regije Anglije. Večina ceremonialnih grofij je del ene same regije, čeprav sta Lincolnshire in North Yorkshire razdeljena med regijami. Gospodarski razvoj, kot je strateško načrtovanje, se izvaja na osnovi regije.

### Primerjalna področja in populacija
Od leta 2009 je največja grofija po površini North Yorkshire in najmanjša Center Londona (City of London). Najmanjši grofiji z več okrožji sta Tyne and Wear in najmanjša ne-mestna grofija z okrožnim svetom je Buckinghamshire. Grofija z največ prebivalci je Veliki London, z najmanj pa City of London.
Veliki London in mestne grofije so vse med 15 največjih po številu prebivalcev in 15 najmanjših po površini. London ima največjo gostoto prebivalstva, medtem ko je najmanjša v Northumberlandu. Po površini je največja ceremonialna grofija sestavljena iz eno-okrožne ne-mestne grofije Northumberland in najmanjša Bristol. Po prebivalstvu največja taka je Bristol in najmanjša Rutland.
Slough je najmanjša unitarna enota z območjem ki ni ceremonialna grofija in Cheshire East je taka največja. Hartlepool je najmanjša po prebivalstvu in West Cheshire je največja. Sui generis Isles of Scilly je najmanjša tako v smislu območja kot prebivalstva. Največja gostota prebivalstva med vsemi mestnimi ali ne-mestnimi grofijami je v Portsmouthu, najnižja pa v Northumberlandu.